# 天主教赫塔費教區
天主教赫塔費教區（拉丁語：Dioecesis Xetafensis）是西班牙一個羅馬天主教教區，屬馬德里總教區。
教區位於馬德里自治區南部，成立於1991年7月23日。1994年3月19日成立教區修道院。2007年，在當地1,365,668人口中，有教友1,229,101人，佔轄區總人口90%、122個堂區、275名司鐸、4名執事、140名修士、560名修女。現任教區主教為若阿金·安杜哈爾。